# Lukáš Rosol
Lukáš Rosol (* 24. Juli 1985 in Brünn, Tschechoslowakei) ist ein ehemaliger tschechischer Tennisspieler.

## Leben und Karriere

### 2002–2006: Erste Erfahrungen als Junior und auf Future-Turnieren
Nachdem er als Junior im Jahr 2002 Platz 50 der Junioren-Weltrangliste erreicht hatte, spielte Lukáš Rosol in den ersten Jahren seiner Profikarriere ausschließlich Future-Turniere. Dort kam er anfangs nie über die zweite Runde hinaus. Dies änderte sich 2005, als er zunächst zwei Halbfinals und dann auch sein erstes Finale erreichte. Im März 2006 konnte er dann in Polen seinen ersten Future-Titel gewinnen und stieg daraufhin in die Top 500 der Weltrangliste ein. Insgesamt erreichte er im Jahr 2006 sieben Future-Finals, von denen er drei gewinnen konnte. Zudem konnte Rosol auch bei Challenger-Turnieren erste Matchgewinne verzeichnen. Er beendete das Jahr auf Platz 288 der Weltrangliste.

### 2007–2008: ATP-Debüt und erster Challenger-Titel
Im Januar 2007 konnte sich Lukáš Rosol in Auckland durch einen Sieg über den Top-100-Spieler Simon Greul erstmals für ein ATP-World-Turnier qualifizieren. In der ersten Hauptrunde unterlag er dem Top-10-Spieler Mario Ančić. Bei den Australian Open scheiterte er genau wie in Wimbledon und bei den US Open in der Qualifikation. Rosol gewann in diesem Jahr drei weitere Future-Titel, auf Challenger-Ebene waren zwei Viertelfinals die besten Resultate. Anfang 2008 gelang Lukáš Rosol wie schon im Vorjahr die Qualifikation für das ATP-Turnier in Auckland. Erneut schied er jedoch gegen Sergio Roitman in der ersten Hauptrunde aus. Im Juni 2008 erreichte Rosol in Košice sein erstes Challenger-Finale, welches er gegen Miguel Ángel López Jaén gewann. Einen Monat später qualifizierte er sich erfolgreich für das ATP-Turnier in Stuttgart, wo er gegen Martin Fischer sein erstes ATP-Match gewinnen konnte. In der zweiten Runde schied er dann aber in drei Sätzen gegen den an zwei gesetzten Richard Gasquet aus. Durch diese Erfolge stieg Rosol erstmals in die Top 200 der Weltrangliste ein.

### 2009–2010: Weitere Challenger-Titel und Grand-Slam-Debüt

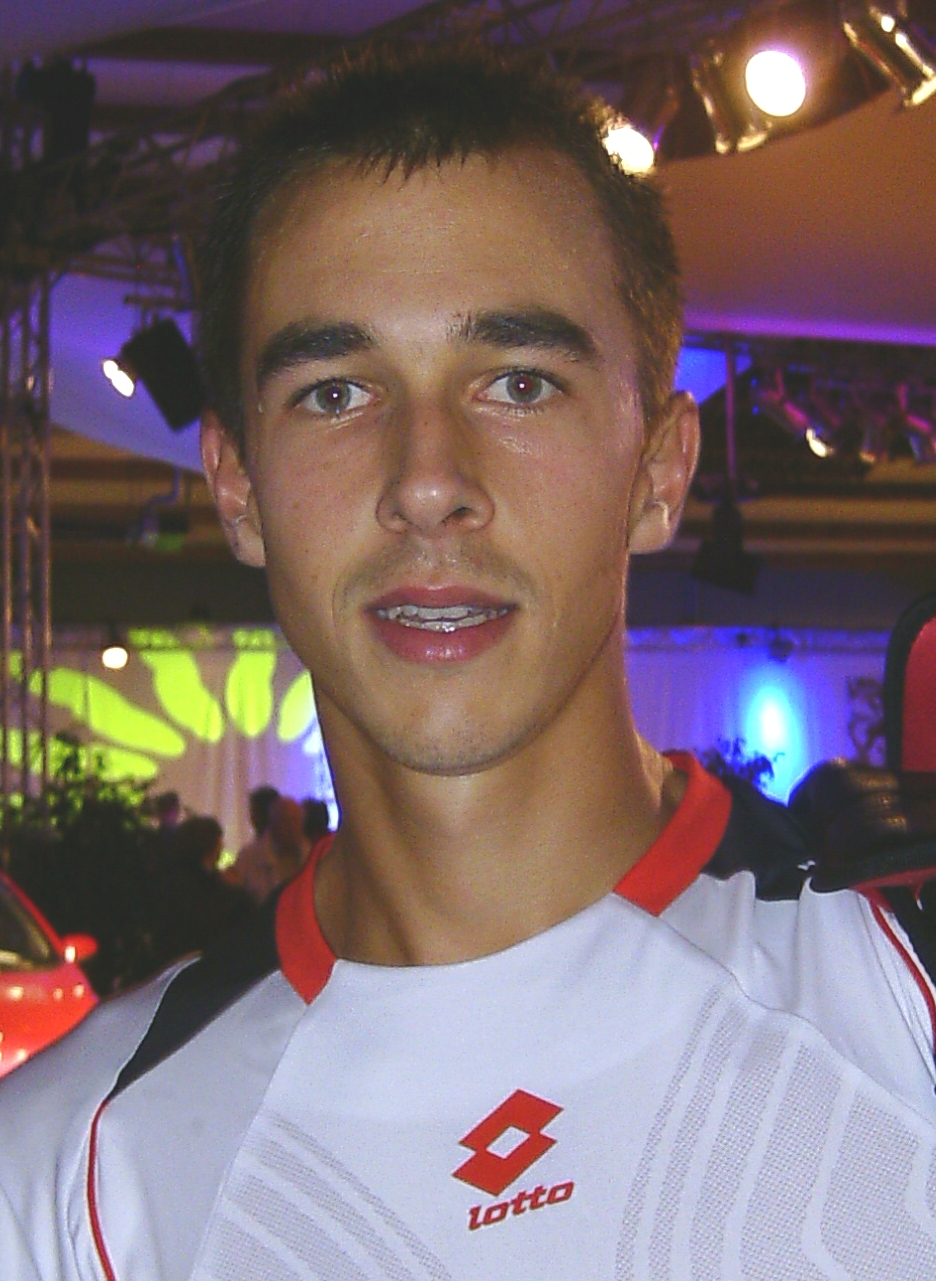
Lukáš Rosol in Aachen (November 2010)

Anfang 2009 gewann Lukáš Rosol zunächst seinen siebten Future-Titel. Zwei Monate später konnte er sich in Bergamo in seinem zweiten Challenger-Finale gegen Benedikt Dorsch durchsetzen, nachdem er zuvor im Viertelfinale den topgesetzten Fabrice Santoro besiegt hatte. Nach einigen Monaten ohne größere Höhepunkte gelang Rosol im Oktober 2009 die Qualifikation für das ATP-Turnier von Wien. Dort schied er jedoch in der ersten Hauptrunde gegen Wayne Odesnik aus. Nachdem er Anfang 2010 kurzzeitig aus den Top 200 gefallen war, konnte Lukáš Rosol im Mai 2010 in Ostrava gegen Ivan Dodig seinen dritten Challenger-Titel gewinnen. Im Juli 2010 schied er beim ATP-Turnier in Hamburg als Qualifikant in der ersten Runde gegen Denis Istomin aus. Anfang September 2010 gelang Rosol dann bei den US Open erstmals die Qualifikation für ein Grand-Slam-Turnier. Er verlor in der ersten Hauptrunde gegen den späteren Achtelfinalisten Tommy Robredo.

### 2011: Erfolg bei den French Open und Einzug in die Top 100
Das Jahr 2011 begann für Lukáš Rosol mit der erfolgreichen Qualifikation beim ATP-Turnier in Doha. Dort verlor er sein Erstrundenmatch gegen Ivo Karlović in zwei Sätzen. Dabei gab es im gesamten Matchverlauf kein einziges Break: Beide Sätze wurden im Tie-Break entschieden. Nach verpasster Qualifikation zu den Australian Open erreichte Rosol Ende Januar 2011 das Finale des Challenger-Turniers in Singapur, welches er gegen Dmitri Tursunow verlor. In Dubai erreichte Lukáš Rosol im Februar 2011 durch einen Sieg über Karol Beck zum zweiten Mal in seiner Karriere die zweite Runde eines ATP-Turniers, schied dort aber gegen Gilles Simon aus. Im Mai 2011 konnte Rosol in Prag seinen vierten Challenger-Titel gewinnen. Dabei besiegte er unter anderem die Top-100-Spieler Julien Benneteau und Alex Bogomolow. Zwei Wochen später konnte sich Lukáš Rosol erstmals für die French Open qualifizieren und gewann dort gegen Édouard Roger-Vasselin in fünf Sätzen sein erstes Grand-Slam-Match. Auch die Zweitrundenpartie gegen den an Position 8 gesetzten Jürgen Melzer ging über fünf Sätze. Gegen den Vorjahreshalbfinalisten wehrte Rosol zwei Matchbälle ab und gewann das Match schließlich nach über vier Stunden Spielzeit. Rosols Siegesserie endete schließlich in der dritten Runde, wo er in vier Sätzen gegen den späteren Viertelfinalisten Juan Ignacio Chela verlor. Durch seine jüngsten Erfolge zog er daraufhin erstmals in seiner Karriere in die Top 100 der Weltrangliste ein. In Wimbledon verpasste Rosol die Qualifikation, konnte dafür aber in der folgenden Woche in Braunschweig durch einen Sieg über Jewgeni Donskoi seinen zweiten Challenger-Titel in diesem Jahr gewinnen. Beim ATP-Turnier in Hamburg rückte Lukáš Rosol als Lucky Loser ins Hauptfeld nach und besiegte dort in zwei Sätzen Potito Starace, bevor er gegen den späteren Finalisten Nicolás Almagro ausschied. Bei den folgenden Turnieren in Gstaad und Kitzbühel war Rosol dann erstmals direkt für ein ATP-Turnier qualifiziert; er schied jeweils in der ersten Runde aus. Im weiteren Saisonverlauf folgten noch sechs weitere Erstrundenniederlagen, unter anderem bei den US Open. Lediglich in St. Petersburg konnte er im Oktober 2011 noch einmal die zweite Runde eines ATP-Turniers erreichen. Im September kam Rosol zudem zu seinem Debüt für die Tschechische Davis-Cup-Mannschaft, als er zum 5:0-Sieg über Rumänien einen Einzelsieg beisteuern konnte. Nach einer Halbfinalteilnahme beim Challenger-Turnier in Bratislava beendete Rosol seine bis dahin beste Saison schließlich auf Platz 70 der Weltrangliste.

### 2012: Erster ATP-Doppeltitel
Im Januar 2012 verlor Lukáš Rosol wie schon im Vorjahr in der ersten Runde des ATP-Turniers von Doha. Im Doppel konnte er an der Seite von Filip Polášek überraschend ins Finale einziehen. Dort setzte sich das tschechisch-slowakische Duo in zwei Sätzen gegen Christopher Kas und Philipp Kohlschreiber durch und gewann so seinen ersten gemeinsamen ATP-Titel. Bei seinem Australian-Open-Debüt konnte Rosol gegen Philipp Petzschner lediglich zwei Spiele gewinnen und verlor nach nur 85 Minuten Spielzeit mit 0:6, 0:6 und 2:6. Im März 2012 erreichte Rosol beim Masters-Turnier von Miami nach Siegen über die Top-50-Spieler Michaël Llodra und Marcel Granollers die dritte Runde, wo er gegen Kei Nishikori ausschied. Großes Aufsehen erregte Rosols Match gegen Rafael Nadal in der zweiten Runde von Wimbledon, das er in fünf Sätzen für sich entscheiden konnte.

### 2013: Zwei ATP-Einzeltitel und zwei weitere Doppeltitel
Bis Mai 2013 verbesserte Rosol siebenmal seine Weltranglistenposition. Bei den Australian Open erreichte er die zweite Runde, bei den PBZ Zagreb Indoors das Viertelfinale und beim Turnier in Dubai das Achtelfinale. In Bukarest besiegte er die gesetzten Spieler Andreas Seppi, Viktor Troicki und Gilles Simon. Gegen Guillermo García López gewann er schließlich sein erstes ATP-Turnier. Im Oktober sicherte er sich mit Florin Mergea in Wien seinen zweiten Doppeltitel auf der World Tour. Sie besiegten im Finale Julian Knowle und Daniel Nestor mit 7:5 und 6:4. Die darauffolgende Saison war Rosols erfolgreichste: im März gewann er zunächst das Challenger-Turnier in Irving, ehe er einen Monat darauf erneut das Finale in Bukarest erreichte. Gegen Grigor Dimitrow blieb er in zwei Sätzen aber ohne Erfolg. Im Juni folgten zwei Titelgewinne auf der Challenger-Tour, beide davon in Tschechien. Zu Monatsbeginn gewann er zunächst mit Andre Begemann die Doppelkonkurrenz in Prostějov, Mitte des Monats folgte mit einem Finalsieg gegen Jiří Veselý der Sieg in der Einzelkonkurrenz in Prag. Beim ATP-Turnier in Stuttgart gelang Rosol der dritte Finaleinzug auf der World Tour im Einzel. Nach Satzrückstand glich er zwar noch gegen Roberto Bautista Agut aus, verlor die Partie aber schließlich noch mit 2:6 im dritten Satz. Nur zwei Wochen darauf gewann er dafür mit František Čermák die Doppelkonkurrenz beim ATP-Turnier in Umag. An Position vier gesetzt spielten sie sich bis ins Finale, in dem sie Dušan Lajović und Franko Škugor mit 6:3 und 6:1 bezwangen. Sein drittes ATP-Einzelfinale der Saison und gleichzeitig viertes seiner Karriere erreichte Rosol kurz darauf in Winston-Salem. Er sicherte sich gegen Jerzy Janowicz durch einen Dreisatzerfolg seinen zweiten ATP-Einzeltitel. Zum 22. September 2014 belegte Rosol aufgrund seiner Saisonerfolge in der Einzel-Weltrangliste mit Rang 26 seine Karrierebestmarke. Auch im Doppel erreichte er in der Saison sein Karrierehoch, als er am 13. Oktober auf Rang 37 platziert war.
Ab 2015 blieben bei Rosol größere Erfolge aus. Er erreichte 2015 im Doppel bei den French Open noch das Viertelfinale, sein bestes Abschneiden bei einem Grand-Slam-Turnier. Finalteilnahmen gelangen ihm auf der World Tour aber nicht mehr, zumal er auch mehrfach Probleme mit Verletzungen hatte. Erst 2018 schaffte er, nunmehr verletzungsfrei, sein Comeback mit Turniersiegen auf der Challenger Tour. Im Juli 2018 sicherte er sich den Einzeltitel in Prag sowie einen Monat später den Doppeltitel in Portorož und einen weiteren Doppeltitel im Oktober in Almaty.
Im April 2024 beendete Rosol seine Karriere.

### Davis Cup
Seit 2011 spielte Lukáš Rosol für die tschechische Davis-Cup-Mannschaft. In der Saison 2012 qualifizierte sich die Mannschaft zum zweiten Mal nach 2009 für das Finale, welches in Prag ausgetragen wurde. Lukáš Rosol stand im Finale gegen Spanien im Aufgebot, wurde jedoch nicht eingesetzt; Tschechien gewann den Davis Cup mit einem 3:2-Sieg. Zu Einsätzen kam er jeweils gegen Italien in der ersten Runde und Serbien im Viertelfinale. Er bestritt jeweils ein Einzel, welches er gegen Andreas Seppi bzw. Viktor Troicki gewann. 2013 verteidigte er mit Tschechien erfolgreich den Titel, kam aber wie schon im Vorjahr im Finale nicht zum Einsatz. Er bestritt in der ersten Runde, im Viertel- und Halbfinale insgesamt vier Einzelpartien, von denen er zwei gewann sowie eine Doppelpartie mit Tomáš Berdych. Diese gewannen die beiden mit 24:22 im fünften Satz gegen die Schweiz.

## Erfolge
| Legende (Anzahl der Siege)  |
| Grand Slam                  |
| ATP World Tour Finals       |
| ATP World Tour Masters 1000 |
| ATP World Tour 500          |
| ATP World Tour 250 (5)      |
| ATP Challenger Tour (22)    |

| Titel nach Belag |
| Hartplatz (3)    |
| Sand (2)         |
| Rasen (0)        |

### Einzel

#### Turniersiege

##### ATP World Tour
| Nr. | Datum           | Turnier       | Belag     | Finalgegner            | Ergebnis       |
| --- | --------------- | ------------- | --------- | ---------------------- | -------------- |
| 1.  | 28. April 2013  | Bukarest      | Sand      | Guillermo García López | 6:3, 6:2       |
| 2.  | 23. August 2014 | Winston-Salem | Hartplatz | Jerzy Janowicz         | 3:6, 7:63, 7:5 |

##### ATP Challenger Tour
| Nr. | Datum             | Turnier      | Belag         | Finalgegner             | Ergebnis         |
| --- | ----------------- | ------------ | ------------- | ----------------------- | ---------------- |
| 1.  | 14. Juni 2008     | Košice       | Sand          | Miguel Ángel López Jaén | 7:5, 6:1         |
| 2.  | 8. März 2009      | Bergamo      | Hartplatz (i) | Benedikt Dorsch         | 6:1, 4:6, 7:63   |
| 3.  | 2. Mai 2010       | Ostrava      | Sand          | Ivan Dodig              | 7:5, 4:6, 7:64   |
| 4.  | 8. Mai 2011       | Prag (1)     | Sand          | Alex Bogomolow          | 7:61, 5:2 aufgg. |
| 5.  | 3. Juli 2011      | Braunschweig | Sand          | Jewgeni Donskoi         | 7:5, 7:62        |
| 6.  | 11. November 2012 | Bratislava   | Hartplatz (i) | Björn Phau              | 6:73, 7:65, 7:66 |
| 7.  | 16. März 2014     | Irving       | Hartplatz     | Steve Johnson           | 6:0, 6:3         |
| 8.  | 15. Juni 2014     | Prag (2)     | Sand          | Jiří Veselý             | 3:6, 6:4, 6:4    |
| 9.  | 29. Juli 2018     | Prag         | Sand          | Alexander Nedowessow    | 4:6, 6:3, 6:4    |

#### Finalteilnahmen
| Nr. | Datum          | Turnier   | Belag | Finalgegner           | Ergebnis      |
| --- | -------------- | --------- | ----- | --------------------- | ------------- |
| 1.  | 27. April 2014 | Bukarest  | Sand  | Grigor Dimitrow       | 6:72, 1:6     |
| 2.  | 13. Juli 2014  | Stuttgart | Sand  | Roberto Bautista Agut | 3:6, 6:4, 2:6 |

### Doppel

#### Turniersiege

##### ATP World Tour
| Nr. | Datum            | Turnier | Belag         | Partner          | Finalgegner                           | Ergebnis |
| --- | ---------------- | ------- | ------------- | ---------------- | ------------------------------------- | -------- |
| 1.  | 6. Januar 2012   | Doha    | Hartplatz     | Filip Polášek    | Christopher Kas Philipp Kohlschreiber | 6:3, 6:4 |
| 2.  | 20. Oktober 2013 | Wien    | Hartplatz (i) | Florin Mergea    | Julian Knowle Daniel Nestor           | 7:5, 6:4 |
| 3.  | 27. Juli 2014    | Umag    | Sand          | František Čermák | Dušan Lajović Franko Škugor           | 6:3, 6:1 |

##### ATP Challenger Tour
| Nr. | Datum              | Turnier       | Belag         | Partner           | Finalgegner                                | Ergebnis          |
| --- | ------------------ | ------------- | ------------- | ----------------- | ------------------------------------------ | ----------------- |
| 1.  | 11. Februar 2007   | Breslau (1)   | Hartplatz (i) | Jan Vacek         | Michal Mertiňák Jean-Claude Scherrer       | 7:5, 7:64         |
| 2.  | 6. Mai 2007        | Ostrava       | Sand          | Bastian Knittel   | Alexander Krasnoruzki Alexander Kudrjawzew | 2:6, 7:5, [11:9]  |
| 3.  | 16. Juni 2007      | Košice        | Sand          | Filip Polášek     | Leonardo Azzaro Flavio Cipolla             | 6:1, 7:65         |
| 4.  | 3. Februar 2008    | Breslau (2)   | Hartplatz (i) | Jamie Cerretani   | Werner Eschauer Jürgen Melzer              | 6:76, 6:3, [10:7] |
| 5.  | 11. Juli 2010      | Oberstaufen   | Sand          | Frank Moser       | Hans Podlipnik-Castillo Max Raditschnigg   | 6:0, 7:5          |
| 6.  | 26. September 2010 | Trnava        | Sand          | Karol Beck        | Alexander Peya Martin Slanar               | 4:6, 7:63, [10:8] |
| 7.  | 3. April 2011      | Barletta      | Sand          | Igor Zelenay      | Martin Fischer Andreas Haider-Maurer       | 6:3, 6:2          |
| 8.  | 8. Mai 2011        | Prag (1)      | Sand          | František Čermák  | Christopher Kas Alexander Peya             | 6:3, 6:4          |
| 9.  | 13. Mai 2012       | Prag (2)      | Sand          | Horacio Zeballos  | Martin Kližan Igor Zelenay                 | 7:5, 2:6, [12:10] |
| 10. | 6. Juni 2014       | Prostějov (1) | Sand          | Andre Begemann    | Peter Polansky Adil Shamasdin              | 6:1, 6:2          |
| 11. | 10. August 2018    | Portorož      | Hartplatz     | Gerard Granollers | Nikola Čačić Lucas Miedler                 | 7:5, 6:3          |
| 12. | 5. Oktober 2018    | Almaty        | Hartplatz     | Zdeněk Kolář      | Jewgeni Karlowski Timur Chabibulin         | 6:3, 6:1          |
| 13. | 11. September 2020 | Prostějov (2) | Sand          | Zdeněk Kolář      | N. Sriram Balaji Divij Sharan              | 6:2, 2:6, [10:6]  |

## Persönliches
Im Juli 2015 heiratete er die Schauspielerin Michaela Ochotská. Am 13. Januar 2015 wurde ein gemeinsamer Sohn geboren. 2017 ließen sie sich scheiden.